# ژان-پل رابیر
ژان-پل رابیر (فرانسوی: Jean-Paul Rabier‎؛ زادهٔ ۲۵ ژانویهٔ ۱۹۵۵) مربی فوتبال اهل فرانسه است.
از باشگاه‌هایی که در آن بازی کرده‌است می‌توان به رن، لن، باشگاه فوتبال والنسین، و تیم ملی فوتبال زیر ۲۱ سال فرانسه اشاره کرد.